# Orde van het Rode Kruis voor Vrouwen en Meisjes
De Orde van het Rode Kruis voor Vrouwen en Meisjes (Russisch: Орден Красного Креста для женщин и девочек, Orden Krasnogo Kresta dlja zjensjtsjin i devotsjek), werd op 11(23) april 1878 ingesteld door tsaar Alexander II van Rusland middels een oekaze. Aanleiding was de zojuist beëindigde oorlog tegen Turkije. Een aantal dames had zich bij het verplegen van de gewonden bijzonder ingezet en de tsaar volgde het voorbeeld van de Pruisische koning Wilhelm I uit 1871 en stelde eveneens een decoratie in. Vrouwen kwamen immers niet in aanmerking voor de andere Russische ridderorden en de enige damesorde, de Katharina-orde, was voor een beperkt aantal dames van hoge adel gereserveerd.

De Orde was bestemd voor hen die "zich in de verpleging hadden onderscheiden en wier hoogstaande zedelijke opvattingen bekend zijn". De achtergrond voor deze laatste bepaling is dat verpleegsters totdat Florence Nightingale van de verpleging een gerespecteerd beroep maakte slecht bekendstonden.

Het aantal benoemingen is onbeperkt maar de tsaar benoemde alleen op voordracht van het bestuur van het Rode Kruis en de minister van Oorlog.

De Eerste van de twee klassen in deze orde werd alleen bij bevordering toegekend aan wie zich bijzonder verdienstelijk had gemaakt. Men droeg alleen de hoogste van de klassen maar mocht bij bevordering ook het eerste kruis houden. Het recht om de onderscheiding te dragen verloor men bij een veroordeling wegens een misdrijf.

Men mocht de orde in het wapen of in het zegel afbeelden.

## Het kleinood van de Orde
Het insigne was een rood geëmailleerd kruis van Genève, het bekende "rode kruis", met daaromheen een gouden of zilveren band met in cyrillische letters een Russische tekst die "voor de verpleging van gewonde en zieke soldaten" (по уходу за больными и ранеными солдатами) betekent. Het scharlakenrode lint was dat van de hoge Orde van Sint Alexander Nevsky.
Er zijn ook exemplaren met een zilveren keizerskroon als verhoging boven het insigne bekend. Dit was een bijzonder eerbetoon aan de draagster.